# Vilhelm Holck
Vilhelm Thaning Holck (25. juni 1856 på Christianshavn – 4. oktober 1936 i Hillerød) var en dansk arkitekt og museumsinspektør.

## Uddannelse og karriere
Vilhelm Holck blev født på Christianshavn, hvor faderen, Johan Christopher Holck, var kateket og senere sognepræst. Moderen var Thyra Elisabeth Christine Thomine Thaning. Holck arbejdede som murersvend i fire år, hvor han anvendte vintrene til at gå på teknisk skole og forbedre sine tegneevner. Derefter fulgte fire år på Kunstakademiet. Han fik arbejde som konduktør ved en del større byggeforetagender i København; bl.a. for Hans J. Holm.
1. april 1885 blev han ansat som konservator ved Det Nationalhistoriske Museum på Frederiksborg Slot, desuden blev han senere sammen med E.F.S. Lund museumsinspektør her; en stilling han beholdt til 1916. Samtidig fungerede han som arkitekt i Hillerød og omegn.
Da han var en af de eneste uddannede arkitekter i området, fik han snart mange opgaver og blev hurtigt anset som Hillerøds uofficielle stadsarkitekt. Han tegnede bl.a. Hillerød Rådhus (opført 1887-88 på Hillerød Torv, nuværende politistation. Anvendt som Korsbæk Rådhus i tv-serien Matador afsnit 8,), Bankbygningen på Hillerød Torv (opført 1908), Teknisk Skole i Møllestræde (opført 1888), Sparekassebygningen (opført 1898 med facade af granit) i Slotsgade, Marie Mørks Skole på Milnersvej (opført 1895) foruden et stort antal privatboliger.
Da Frederiksværkbanen blev anlagt mellem Hillerød og Frederiksværk tegnede han de fleste stationer deriblandt Frederiksværk Station og Skævinge Station. Han var desuden også meget brugt som arkitekt i selve Frederiksværk by hvor han blandt andet tegnede Sygehuset, Grand Hotel og flere andre større bygninger.
Han virkede desuden i et større område, således er hospitalsbygninger i Frederikssund, Usserød og Esbønderup oprindeligt tegnede af Holck.
I begyndelsen af sin karriere var Holck typisk historicist (rådhuset er i nygotik), men han fulgte tidens tendenser og skiftede til nationalromantikken (stationerne på Frederiksværkbanen) og siden nybarokken (teglværksejer Clausens villa).

## Hæder
Han var formand for Hillerød Industriforening fra 1896 til 1918, Ridder af Dannebrog og Dannebrogsmand.

## Ægteskab
Han blev gift med Marie født baronesse Wedell-Wedellsborg (død 1927), datter af kammerherre, amtmand, baron Vilhelm Wedell-Wedellsborg og Louise Marie Sophie komtesse Schulin. Han var fader til amtmand Povl Holck.

## Værker

### I Hillerød
- Hillerød Rådhus, nu politistation, Torvet (1887-88)
- Teknisk Skole, Møllestræde (1888)
- Ligkapel, Hillerød Kirkegård (1894)
- Marie Mørks Skole, Milnersvej (1895)
- Asyl bag Skolegade (1896)[2]
- Afholdshotellet, Slangerupsgade (1898-99)[3]
- Hillerød Sparekasse, Fisketorvet (1898-1900)
- Udvidelse af kommuneskoler (1905)
- Hillerød og Omegns Bank, Torvet/Slotsgade (1908)
- Skolehjem og håndværkerskole, Møllestræde (1909)
- Villa for teglværksejer Heinrich Clausen, nu Slotssø Pælæet, Helsingørsgade 51 (1910, ombygget i det indre)[4]

### Andetsteds
- Kommunal mellem- og realskole, Nordby, Fanø (1891)
- Teknisk Skole, Fanø (1892)
- Stald med to tjenesteboliger, et hundehus, en havepavillon og en fårestald samt hegnsmure og gitre, Svenstrup (1894-96, fredede)[5]
- Tisvildeleje Badehotel (1895)
- Stationerne på Frederiksværkbanen (1896-97)
- Usserød Sygehus (1896-97, nedlagt 2011)
- Esbønderup Sygehus (1896-97, nedlagt 2011)
- Missionshus, Esbønderup (1903)
- Gadevang Kirke (1903)
- Villingerød Filialkirke (1906)
- Grand Hotel, Nørregade, Frederiksværk (1907-08)
- Ombygning af Ting- og arresthus, Hørsholm (1909)
- Tagrytter på Nordby Kirke, Fanø (1909)
- Sovesalsbygning, Opdragelsesanstalten Godhavn, Tisvilde (1909-10)[6]
- Amts- og epidemisygehus, Hillerødvej, Frederiksværk (1912, nedlagt 1985)
- Vejby Skole (1912)
- Unnerup Skole (1914)
- Maskinværksted, Opdragelsesanstalten Godhavn, Tisvilde (1915-19)[6]
- Tilbygning til Frederikssund Sygehus (1926)[7]

### Restaureringer
- Restaurering af Svenstrup, Borup (1890-94)
- Restaurering af Gammel Holtegaard, Gammel Holte (1901)
- Restaurering af Åstrup Kloster, Tølløse (1922-28)